# Hôtel Maynier d'Oppède
L'hôtel Maynier d'Oppède ou hôtel Thomassin de Saint-Paul est un hôtel particulier situé à Aix-en-Provence.

## Histoire
Depuis 1490, l'hôtel particulier faisait partie de cette vieille famille provençale des Maynier d'Oppède. Cette famille donna, de 1507 à 1671 quatre premiers Présidents (sur vingt-deux) dont Jean de Maynier.
Le bâtiment fut acheté en 1730 par la famille Thomassin de Saint Paul, autres parlementaires, qui le rebâtirent quasi intégralement.
Il fut, en annexe de l'Université d'Aix, une faculté de Lettres de 1846 à 1950. Il abrite à présent divers instituts de recherche et d'études.
Le monument fait l'objet d'une inscription partielle, d'un classement partiel et d'une protection totale au titre des monuments historiques depuis 1982.

## Descriptif du bâtiment
La façade actuellement visible, aux proportions harmonieuses, date des années 1740-1760 et s'inscrit dans le classicisme provençal.
Les fenêtres présentent toutes des mascarons: à visage humain au rez-de-chaussée, et en « relief de colonne » pour les premier et second étages.
À partir du premier étage s'élèvent quatre pilastres à refends, délimitant les ouvertures jusqu'au troisième étage (où logeaient les domestiques aux XVIIe et XVIIIe siècles). Les chapiteaux de ces pilastres monumentaux sont dits « composites », car ils ne reproduisent pas le style d'une époque antique en particulier.
La porte cochère est dite en « anse de panier », la pierre (de Bibémus) y est sculptée dans un arrondi plus doux que la plupart de celles d'autres bâtiments environnants. Les boiseries de cette porte sont, comme dans beaucoup d'hôtels particuliers aixois, remarquables : décors de feuillage d'acanthe et coquilles asymétriques, typiques de l'époque Louis XV.